# Henneberg, Schmalkalden-Meiningen
Henneberg là một đô thị tại district Schmalkalden-Meiningen, trong Thüringen, nước Đức. Đô thị này có diện tích 13,21 km², dân số thời điểm 31 tháng 12 năm 2006 là 670 người.